# Quercus × schuettei
Quercus × schuettei (o Quercus schuettei), conegut com a roure de Schuette, és una espècie híbrida, que pertany a la família de les fagàcies i està dins de la secció dels roures blancs.

## Descripció
Quercus × schuettei és un arbre que assoleix als 15-21 m amb una forma de creixement cònic, que es troba típicament en zones humides com les ribes dels rius. Disponible en vivers comercials, es planta com a arbre de jardineria o arbre de carrer i és especialment adequat per als jardins pluvials. Tolera els sòls argilosos i l'erosió i és relativament resistent a les plagues. El roure de Schuette produeix abundants glans que la fauna silvestre en gaudeix. El fullatge de tardor es torna marró groguenc.

## Distribució
Quercus × schuettei és una espècie híbrida natural de Quercus bicolor i Quercus macrocarpa, i se'l troba quan les àrees de distribució de Q. bicolor i Q. macrocarpa se superposen. És originària dels estats estatunidencs d'Illinois, Indiana, Iowa, Kentucky, Michigan, Minnesota, Missouri, Nova York, Ohio, Oklahoma, Vermont i Wisconsin, i de les províncies canadenques d'Ontario i Quebec.

## Taxonomia
Quercus × schuettei va ser descrita per William Trelease i publicat a Proceedings of the American Philosophical Society 56: 51, a l'any 1917.
Etimologia
Quercus: Nom genèric del llatí que designava igualment al roure i a l'alzina.
x schuettei: epítet